# Marija (danska kraljica)
Marija Danska, rođena kao Mary Elizabeth Donaldson (Hobart, 5. veljače 1972.) danska je kraljica, supruga kralja Fridrika X. Rodom je iz Australije.
Upoznala je kralja Fridrika X. za vrijeme Olimpijskih igara 2000. u Sydneyju. Zaručili su se 8. listopada 2003. godine, a vjenčali 14. svibnja 2004. godine. Tom prilikom je Marija (Mary) dobila dansko državljanstvo i prešla s prezbiterijanske na luteransku vjeru.
Dana 15. listopada 2005. rodila je prvo dijete, dječaka Christiana, budućega danskog prijestolonasljednika. Drugo dijete, djevojčicu Isabellu, rodila je 21. travnja 2007., koja je inače prva princeza nakon više od 60 godina.

## Vanjske poveznice
- Marija (danska prijestolonasljednica) (English)